# Hebepetalum neblinae
Hebepetalum neblinae är en linväxtart som beskrevs av A. Jardim och P.E. Berry. Hebepetalum neblinae ingår i släktet Hebepetalum och familjen linväxter. Inga underarter finns listade i Catalogue of Life.